# Премія БАФТА у кіно (65-та церемонія вручення)
65 церемонія вручення нагород Британською академією телебачення та кіномистецтва, більш відома як БАФТА, за досягнення в сфері кінематографа за 2011 рік відбулася 12 лютого 2012 в Королівському театрі Ковент-Гарден в Лондоні. Номінанти в 24 категоріях були оголошені Деніелом Редкліффом та Голлідей Ґрейнджер 17 січня 2012 року. Ведучим церемонії був Стівен Фрай.
Режисер Мартін Скорсезе отримав премію товариства БАФТА (BAFTA Academy Fellowship Award) і актор Джон Гарт — за визначний британський внесок у кіно.

## Переможці та лауреати
Лауреати виділені окремим кольором.
| Категорії                                          | Лауреати та номінанти |
| -------------------------------------------------- | --- |
| Найкращий фільм                                    | • Артист |
| Найкращий фільм                                    | • Шпигун, вийди геть! |
| Найкращий фільм                                    | • Прислуга |
| Найкращий фільм                                    | • Драйв |
| Найкращий фільм                                    | • Нащадки |
| Найкращий британський фільм                        | • Шпигун, вийди геть! |
| Найкращий британський фільм                        | • Сенна |
| Найкращий британський фільм                        | • Сором |
| Найкращий британський фільм                        | • 7 днів і ночей з Мерилін                                                                                                   |
| Найкращий британський фільм                        | • Щось не так з Кевіном |
| Найкращий неангломовний фільм                      | • Шкіра, в якій я живу - Педро Альмодовар (Іспанія)                                                                          |
| Найкращий неангломовний фільм                      | • Пожежі - Дені Вільнев (Франція, Канада)                                                                                    |
| Найкращий неангломовний фільм                      | • Розлучення Надера і Симін - Асгар Фархаді (Іран)                                                                           |
| Найкращий неангломовний фільм                      | • Відчайдушна домогосподарка - Франсуа Озон (Франція)                                                                        |
| Найкращий неангломовний фільм                      | • Піна: танок пристрасті - Вім Вендерс (Німеччина, Франція, Велика Британія)                                                 |
| Найкраща режисерська робота                        | • Мішель Азанавічус — Артист                                                                                                 |
| Найкраща режисерська робота                        | • Ніколас Віндінґ Рефн — Драйв                                                                                               |
| Найкраща режисерська робота                        | • Мартін Скорсезе — Хранитель часу                                                                                           |
| Найкраща режисерська робота                        | • Томас Альфредсон — Шпигун, вийди геть!                                                                                     |
| Найкраща режисерська робота                        | • Лінн Ремсі — Щось не так з Кевіном                                                                                         |
| Найкраща чоловіча роль                             | • Жан Дюжарден — Артист |
| Найкраща чоловіча роль                             | • Бред Пітт — Людина, яка змінила все                                                                                        |
| Найкраща чоловіча роль                             | • Гарі Олдмен — Шпигун, вийди геть!                                                                                          |
| Найкраща чоловіча роль                             | • Джордж Клуні — Нащадки |
| Найкраща чоловіча роль                             | • Майкл Фассбендер — Сором                                                                                                   |
| Найкраща жіноча роль                               | • Меріл Стріп — Залізна леді                                                                                                 |
| Найкраща жіноча роль                               | • Береніс Бежо — Артист |
| Найкраща жіноча роль                               | • Мішель Вільямс — 7 днів і ночей з Мерилін                                                                                  |
| Найкраща жіноча роль                               | • Тільда Свінтон — Щось не так з Кевіном                                                                                     |
| Найкраща жіноча роль                               | • Віола Девіс — Прислуга |
| Найкраща чоловіча роль другого плану               | • Крістофер Пламмер — Початківці                                                                                             |
| Найкраща чоловіча роль другого плану               | • Джим Бродбент — Залізна леді                                                                                               |
| Найкраща чоловіча роль другого плану               | • Джона Гілл — Людина, яка змінила все                                                                                       |
| Найкраща чоловіча роль другого плану               | • Кеннет Брана — 7 днів і ночей з Мерилін                                                                                    |
| Найкраща чоловіча роль другого плану               | • Філіп Сеймур Гоффман — Березневі іди                                                                                       |
| Найкраща жіноча роль другого плану                 | • Октавія Спенсер — Прислуга                                                                                                 |
| Найкраща жіноча роль другого плану                 | • Кері Малліган — Драйв |
| Найкраща жіноча роль другого плану                 | • Джессіка Честейн — Прислуга                                                                                                |
| Найкраща жіноча роль другого плану                 | • Джуді Денч — 7 днів і ночей з Мерилін                                                                                      |
| Найкраща жіноча роль другого плану                 | • Меліса Маккарті — Подружки нареченої                                                                                       |
| Найкращий оригінальний сценарій                    | • Артист — Мішель Хазанавічус                                                                                                |
| Найкращий оригінальний сценарій                    | • Подружки нареченої — Ені Мумало, Крістен Уіг                                                                               |
| Найкращий оригінальний сценарій                    | • Ірландець — Джон Майкл МакДонаг                                                                                            |
| Найкращий оригінальний сценарій                    | • Залізна леді — Ебі Морган                                                                                                  |
| Найкращий оригінальний сценарій                    | • Опівночі в Парижі — Вуді Аллен                                                                                             |
| Найкращий адаптований сценарій                     | • Шпигун, вийди геть! — Бріджит О'Коннор, Пітер Строхан                                                                      |
| Найкращий адаптований сценарій                     | • Нащадки — Олександр Пейн, Нат Факсон, Джим Реш                                                                             |
| Найкращий адаптований сценарій                     | • Березневі іди — Джордж Клуні, Грант Хеслов, Бо Віллімон                                                                    |
| Найкращий адаптований сценарій                     | • Людина, яка змінила все — Стен Червін, Аарон Соркін, Стівен Зейлліан                                                       |
| Найкращий адаптований сценарій                     | • Прислуга — Тейт Тейлор |
| Найкращий повнометражний анімаційний фільм         | • Ранго |
| Найкращий повнометражний анімаційний фільм         | • Пригоди Тінтіна: Таємниця «Єдинорога»                                                                                      |
| Найкращий повнометражний анімаційний фільм         | • Таємна служба Санта Клауса                                                                                                 |
| Найкращий документальний фільм                     | • Сенна |
| Найкращий документальний фільм                     | • Project Nim |
| Найкращий документальний фільм                     | • Джордж Гаррісон: життя в матеріальному світі / George Harrison: Living in the Material World                               |
| Найкращий короткометражний фільм                   | • Pitch Black Heist |
| Найкращий короткометражний фільм                   | • Chalk |
| Найкращий короткометражний фільм                   | • Mwansa The Great |
| Найкращий короткометражний фільм                   | • Only Sound Remains |
| Найкращий короткометражний фільм                   | • Two and Two |
| Найкращий анімаційний короткометражний фільм       | • A Morning Stroll |
| Найкращий анімаційний короткометражний фільм       | • Abuelas |
| Найкращий анімаційний короткометражний фільм       | • Bobby Yeah |
| Найкраща музика до фільму                          | • Артист — Людовік Бурсе |
| Найкраща музика до фільму                          | • Дівчина з тату дракона — Трент Резнор, Атикус Рос                                                                          |
| Найкраща музика до фільму                          | • Хранитель часу — Говард Шор                                                                                                |
| Найкраща музика до фільму                          | • Шпигун, вийди геть! — Альберто Іглесіас                                                                                    |
| Найкраща музика до фільму                          | • Бойовий кінь — Джон Вільямс                                                                                                |
| Найкращий звук                                     | • Хранитель часу — Філіп Стоктон, Юджін Джерті та ін.                                                                        |
| Найкращий звук                                     | • Артист — Надін М'юз, Джерард Лемпс, Майкл Крикорян.                                                                        |
| Найкращий звук                                     | • Гаррі Поттер і Смертельні реліквії: частина 2 — Джеймс Метер, Стюарт Вільсон, Стюарт Гіллікер, Майк Доусон, Адам Скрівенер |
| Найкращий звук                                     | • Шпигун, вийди геть! — Джон Казалі, Говард Баргрофф, Даг Купер, Стівен Гріффітс, Енді Шеллі                                 |
| Найкращий звук                                     | • Бойовий кінь (фільм) — Стюарт Вільсон, Гері Райдстром, Енді Нельсон, Том Джонсон, Річард Хімнс                             |
| Найкраща робота художника-постановника             | • Хранитель часу — Данте Ферретті, Франческа Ло Ск'яво                                                                       |
| Найкраща робота художника-постановника             | • Артист — Лоуренс Беннетт, Роберт Гулд                                                                                      |
| Найкраща робота художника-постановника             | • Гаррі Поттер і Смертельні реліквії: частина 2 — Стюарт Крейг, Стефані Макміллан                                            |
| Найкраща робота художника-постановника             | • Шпигун, вийди геть! — Марія Д'юркович, Тетяна Макдональд                                                                   |
| Найкраща робота художника-постановника             | • Бойовий кінь (фільм) — Рік Картер, Лі Сандалес                                                                             |
| Найкраща операторська робота                       | • Артист — Гійом Шиффман |
| Найкраща операторська робота                       | • Дівчина з тату дракона — Джефф Кроненвет                                                                                   |
| Найкраща операторська робота                       | • Хранитель часу — Роберт Ричардсон                                                                                          |
| Найкраща операторська робота                       | • Шпигун, вийди геть! — Гойт Ван Гойтема                                                                                     |
| Найкраща операторська робота                       | • Бойовий кінь (фільм) — Януш Камінскі                                                                                       |
| Найкращий грим                                     | • Залізна леді (фільм) — Маріс Ленген                                                                                        |
| Найкращий грим                                     | • Артист — Джулі Х'юїтт, Сідні Корнелл                                                                                       |
| Найкращий грим                                     | • Гаррі Поттер і Смертельні реліквії: частина 2 — Аманда Найт, Ліза Томлін                                                   |
| Найкращий грим                                     | • Хранитель часу — Мораг Росс, Джен Арчібальд                                                                                |
| Найкращий грим                                     | • 7 днів і ночей з Мерилін — Дженні Шіркор                                                                                   |
| Найкращий дизайн костюмів                          | • Артист — Марк Бріджес |
| Найкращий дизайн костюмів                          | • Хранитель часу — Сенді Пауелл                                                                                              |
| Найкращий дизайн костюмів                          | • Джейн Ейр — Майкл О’Коннор                                                                                                 |
| Найкращий дизайн костюмів                          | • 7 днів і ночей з Мерилін — Джилл Тейлор                                                                                    |
| Найкращий дизайн костюмів                          | • Шпигун, вийди геть! — Жаклін Дюрран                                                                                        |
| Найкращий монтаж                                   | • Сенна — Грегерс Солл, Кріс Кінг                                                                                            |
| Найкращий монтаж                                   | • Артист — Енн-Софі Біон, Мішель Хазанавичус                                                                                 |
| Найкращий монтаж                                   | • Драйв — Мет Н'юман |
| Найкращий монтаж                                   | • Шпигун, вийди геть! — Діно Йонсатер                                                                                        |
| Найкращий монтаж                                   | • Хранитель часу — Тельма Шунмейкер                                                                                          |
| Найкращі візуальні ефекти                          | • Гаррі Поттер і Смертельні реліквії: частина 2 — Тім Берк, Джон Річардсон                                                   |
| Найкращі візуальні ефекти                          | • Бойовий кінь — Бен Морріс, Ніл Корболд                                                                                     |
| Найкращі візуальні ефекти                          | • Повстання Планети мавп — Джо Леттері, Ден Леммон, Р. Крістофер Вайт                                                        |
| Найкращі візуальні ефекти                          | • Пригоди Тінтіна: Таємниця «Єдинорога» — Джо Леттері                                                                        |
| Найкращі візуальні ефекти                          | • Хранитель часу — Роберт Легато, Бен Гроссман, Джосс Вільямс                                                                |
| Найкращий дебют сценариста, режисера або продюсера | • Педді Консідайн (режисер), Дьярмід Скрімшоу (продюсер) — Тиранозавр                                                        |
| Найкращий дебют сценариста, режисера або продюсера | • Джо Корніш (режисер, сценарист) — Чужі на районі                                                                           |
| Найкращий дебют сценариста, режисера або продюсера | • Віл Шарп (режисер, сценарист), Том Кінгслі (режисер), Сара Броклхерст (продюсер) — Чорний ставок                           |
| Найкращий дебют сценариста, режисера або продюсера | • Ральф Файнс (режисер) — Коріолан                                                                                           |
| Найкращий дебют сценариста, режисера або продюсера | • Річард Айоаді (режисер, сценарист,) — Субмарина                                                                            |
| Висхідна зірка                                     | • Адам Дікон |
| Висхідна зірка                                     | • Кріс Хемсворт |
| Висхідна зірка                                     | • Том Хіддлстон |
| Висхідна зірка                                     | • Кріс О’Дауд |
| Висхідна зірка                                     | • Едді Редмейн |

## Багаторазові номінанти
Наступні 9 фільмів були представлені в декількох номінаціях:
1. 12 номінацій: Артист (7 нагорода)
2. 11 номінацій: Шпигун, вийди геть (2 нагороди)
3. 9 номінацій: Хранитель часу (2 нагороди)
4. 6 номінацій: 7 днів і ночей з Мерилін (жодної нагороди)
5. 5 номінацій: Прислуга і Бойовий кінь (1 нагорода в першого)
6. 4 номінації: Драйв, Залізна леді, Гаррі Поттер і Смертельні реліквії: частина 2 (2 нагороди для другого і 1 для третього)